# Landtagswahl in Kärnten 1989
- SPÖ: 17
- ÖVP: 8
- FPÖ: 11

Die Landtagswahl in Kärnten 1989 fand am 12. März 1989 statt.

## Ausgangssituation
Es war die erste Wahl nach dem Rückzug des langzeitigen Landeshauptmannes Leopold Wagner. Ein Jahr vor der Wahl übernahm Peter Ambrozy das Amt des Landeshauptmannes und trat als Spitzenkandidat der SPÖ bei der Wahl 1989 an. Vielfach wird eine hohe Bedeutung des Skandales um das Zellstoffwerk Magdalen für diese Wahl behauptet, für den die Verantwortung bei der regierenden SPÖ verortet wurde.

## Ergebnisse
Dabei verlor die Sozialistische Partei Österreichs (SPÖ) ihre absolute Mandatsmehrheit und drei Mandate an die Freiheitliche Partei Österreichs (FPÖ). Die FPÖ erzielte bei der Wahl ihr bis dahin bestes Ergebnis und konnte die Österreichische Volkspartei (ÖVP) überholen, die ebenfalls drei Mandate an die FPÖ verlor. Neben den im Landtag etablierten Parteien kandidierten auch die Kommunistische Partei Österreichs (KPÖ), die Vereinten Grünen Österreichs (VGÖ), die Liste Anderes Kärnten (Durgacna Koroska, GAL) und die Liste Parteiloser Kärntner (LPK).
1989 waren 401.759  Menschen bei der Landtagswahl stimmberechtigt, wobei dies eine Steigerung der Wahlberechtigten um 16.411 Personen bedeutete. Die Wahlbeteiligung lag 1989 bei 90,08 % und war damit gegenüber 1979 (82,96 %) stark angestiegen.

## Gesamtergebnis
|                                              | Ergebnisse 1989 | Ergebnisse 1989 | Ergebnisse 1989 | Ergebnisse 1984  | Ergebnisse 1984  | Ergebnisse 1984  | Differenzen | Differenzen | Differenzen |  |
| -------------------------------------------- | --------------- | --------------- | --------------- | ---------------- | ---------------- | ---------------- | ----------- | ----------- | ----------- |  |
|                                              | Stimmen         | %               | Mand.           | Stimmen          | %                | Mand.            | Stimmen     | %           | Mand.       |  |
| Abgegebene Stimmen                           | 361.913         |                 | 36              | 319.685          |                  | 36               | + 42.228    |             |             |  |
| Ungültig                                     | 9.047           | 2,50 %          |                 | 4.571            | 1,43 %           |                  | + 4.476     | + 1,07 %    |             |  |
| Gültig                                       | 352.866         | 97,50 %         |                 | 315.114          | 98,57 %          |                  | + 13.447    | - 1,07 %    |             |  |
| Partei                                       |                 |                 |                 |                  |                  |                  |             |             |             |  |
| Sozialdemokratische Partei Österreichs (SPÖ) | 162.147         | 45,95 %         | 17              | 162.756          | 51,65 %          | 20               | - 690       | - 5,70 %    | - 3         |  |
| Österreichische Volkspartei (ÖVP)            | 74.054          | 20,99 %         | 8               | 89.094           | 28,27 %          | 11               | - 15.040    | - 7,28 %    | - 3         |  |
| Freiheitliche Partei Österreichs (FPÖ)       | 102.322         | 29,00 %         | 11              | 50.321           | 15,97 %          | 5                | + 52.001    | + 13,03 %   | + 6         |  |
| Anderes Kärnten (GAL)1                       | 5.976           | 1,69 %          | 0               | 6.881            | 2,18 %           | 0                | - 905       | - 0,49 %    | ± 0         |  |
| Vereinte Grüne Österreichs (VGÖ)             | 5.601           | 1,59 %          | 0               | 3.569            | 1,13 %           | 0                | + 2.032     | + 0,46 %    | ± 0         |  |
| Kommunistische Partei Österreichs (KPÖ)      | 2.155           | 0,61 %          | 0               | 2.493            | 0,79 %           | 0                | - 338       | - 0,18 %    | ± 0         |  |
| Liste Parteifreier Kärntner (LPK)2           | 611             | 0,17 %          | 0               | nicht kandidiert | nicht kandidiert | nicht kandidiert | + 611       | + 0,17 %    | ± 0         |  |
| Gesamt                                       | 352.866         | 100 %           | 36              | 315.114          | 100 %            | 36               | + 13.447    |             |             |  |

1Vergleichszahlen von 1984 Summe von Grünen sowie Kärntner Einheitsliste und Alternative

2nur im Wahlkreis Klagenfurt – Stadt und Land kandidiert

## Folgen
Erstmals seit der Landtagswahl 1965 verlor die SPÖ die absolute Mehrheit. Die Landtagsabgeordneten von FPÖ und ÖVP wählten Jörg Haider zum Landeshauptmann. Aufgrund seiner Aussage über die „Beschäftigungspolitik im Dritten Reich“ wurde Haider jedoch 1991 mit den Stimmen von SPÖ und ÖVP abgewählt. Sein Nachfolger wurde Christof Zernatto (ÖVP).